# Hotride
Singles de Prodigy
Girls
(2002) Spitfire
(2005)
Clip vidéo
[vidéo] « Hotride », sur YouTube
Hotride est une chanson du groupe britannique Prodigy extraite de leur album Always Outnumbered, Never Outgunned sorti au Royaume-Uni le 23 août 2004. C'était le deuxième et dernier single de cet album.
Publiée en single le 1er novembre 2004, cette chanson débute à la 40e place du classement officiel de singles irlandais, l'Ireland Singles Top 100, pour la 46e semaine de l'année, mais ça va être sa seule semaine sur la liste.